# Jardim aquático

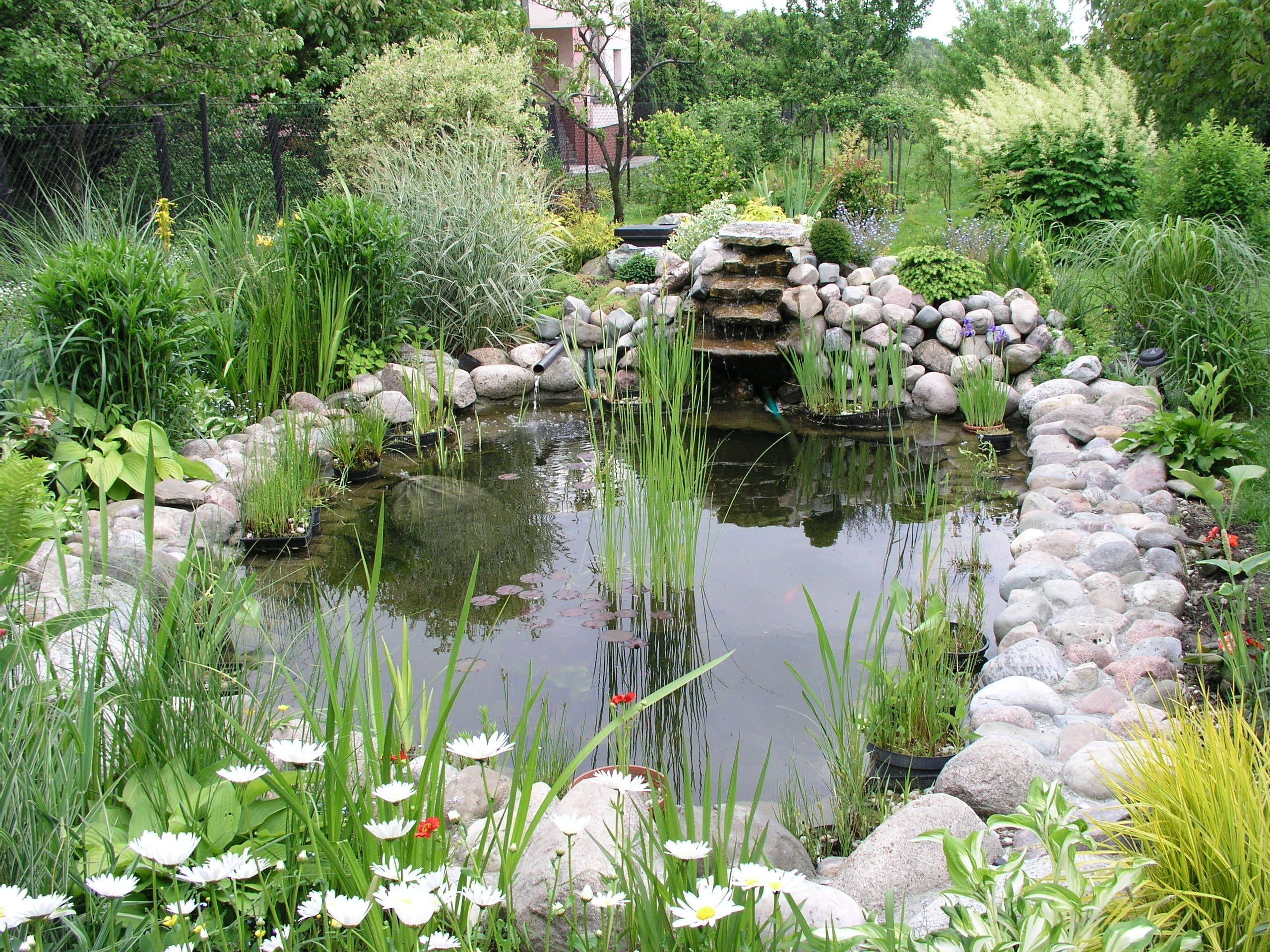
Jardim aquático

Um jardim aquático é aquele projetado pelo ser humano que combina um corpo de água com plantas aquáticas.
A água em um jardim aquático pode estar presente através de fontes, chafarizes, lagos, espelhos-d’água ou cascatas.
É bastante comum o jardim aquático abrigar peixes, especialmente carpas e dourados.

## Descrição
Quando há um equilíbrio entre a flora e a fauna aquáticas, um ecossistema aquático é criado, que suporta uma água de clareza sustentável. Elementos tais como: fontes, estátuas, quedas d'água, pedras, iluminação debaixo de água, detalhamento da orla e cursos de água podem ser combinados com o lago para adicionar interesse visual e integração com a paisagem local e com o ambiente. Elementos ornamentais de água, sem plantas ou peixes são frequentemente chamados de espelhos d'água, apesar de um jardim aquático também poder ter uma superfície reflexiva espelhando com o cenário de fundo.

## História
Os jardins aquáticos, lagoas projetadas, piscinas e fontes têm sido parte de jardins privados e áreas civis desde os remotos jardins persas e jardins chineses. Eles são representados em cada época e cultura desde que jardins foram incluídos em seus ambientes. Até a idade industrial e a criação de bombas de água, a água não era reciclada, sendo desviada de rios e nascentes para o jardim aquático, saindo para campos agrícolas ou cursos de água naturais. Os jardins aquáticos foram historicamente utilizados como criadouros de plantas e peixes para a produção de alimentos, bem como para ornamentação.